# Natalie Gold
Natalie Gold (Miami, 17 augustus 1976) is een Amerikaans actrice. Ze speelde in diverse films en series, waaronder Collateral Beauty, Succession en The Walking Dead: World Beyond.

## Filmografie

### Film
- 2004: Noise, als gescheiden vrouw
- 2007: Before the Devil Knows You're Dead, als secretaris
- 2009: The International, als assistent officier van justitie
- 2010: Love & Other Drugs, als Dr. Helen Randall
- 2011: Almost Perfect, als Karen
- 2011: I Don't Know How She Does It, als jonge moeder
- 2012: Fairhaven, als Jill
- 2014: Birdman, als Clara
- 2014: Hungry Hearts, als rechter Jennifer Donadio
- 2016: Collateral Beauty, als moeder van Adam
- 2017: Rough Night, als Carmen
- 2017: Becks, als Lizzy
- 2018: Unsane, als patiënt
- 2018: The Land of Steady Habits, als Dana
- 2018: Rich Boy, Rich Girl, als Jackie
- 2019: Fair Market Value, als Ms. Turner
- 2023: Ex-Husbands, als Heather
- 2024: Incoming Call, als Ellie

### Televisie
- 2003-2011: Law & Order: Criminal Intent, als verschillende rollen
- 2005: Without a Trace, als paramedicus
- 2006: Law & Order, als Alex
- 2006: Six Degrees, als paramedicus
- 2007-2008: Guiding Light, als Suzie
- 2009: Important Things with Demetri Martin, als vrouw
- 2009: The Good Wife, als Anna Loeb
- 2010: Rubicon, als Julia Harwell
- 2013: Killing Kennedy, als Ruth Paine
- 2013-2014: Alpha House, als Katherine Sims
- 2014: The Americans, als Leanne Connors
- 2014-2017: The Leftovers, als moeder van Sam
- 2015: Elementary, als Sarah Penley
- 2015: Good Girls Revolt, als Angie
- 2016: BrainDead, als Jules
- 2018: Sneaky Pete, als Gayle Porter
- 2018-2023: Succession, als Rava Roy
- 2020: New Amsterdam, als Gretchen Cafferty
- 2020: Platonic, als Rebecca
- 2020-2021: The Walking Dead: World Beyond, als Dr. Lyla Belshaw
- 2022: Bull, als Jill White
- 2022-2023: East New York, als Dr. Faith Sorenson
- 2023: Wu-Tang: An American Saga, als Beth
- 2023-2024: Law & Order, als Megan Wallace
- 2024: American Horror Stories, als Riva

## Theater
- 2002: Twelfth Night, als Maria
- 2006: Festen, als Helen / Else / Pia / Mette
- 2007: Howard Katz, als Nat / Jess
- 2008: The Fever Chart, als Tanya Langer
- 2008: The Language of Trees, als Loretta
- 2009: Distracted, als Dr. Zavala / serveerster / Carolyn / verpleegster
- 2013: Scarcity, als Ellen
- 2015: Kill Floor, als Sarah
- 2018: Peace for Mary Frances, als Rosie
- 2023: Appropriate, als Rachael